# Frihetsrevolutionerna
Frihetsrevolutionerna, eller de atlantiska revolutionerna, är ett samlingsnamn på ett antal revolutioner som utspelade sig i slutet av 1700-talet. De mest anmärkningsvärda är den franska revolutionen och den amerikanska revolutionen, men även den holländska revolutionen och den i Warszawa bör räknas hit.